# L'Art de pleurer en chœur
Pour plus de détails, voir Fiche technique et Distribution.
L'Art de pleurer en chœur (danois : Kunsten at græde i kor) est une tragicomédie danoise réalisée en 2006 par Peter Schønau Fog, avec en vedette Jannik Lorenzen (da) et Jesper Asholt.
Le scénario du film, écrit par Bo Hr. Hansen, est basé sur un roman autobiographique d'Erling Jepsen.
Le film a reçu à la fois les prix Bodil et Robert récompensant le meilleur film danois et le prix du film du Conseil nordique.

## Synopsis
Le film est un récit dur racontant la lutte d'un garçon de onze ans pour garder intacte la cellule familiale avec son père violent, sa mère dans le déni et sa sœur rebelle pendant les troubles sociaux du début des années 1970.

## Fiche technique
- Titre original : Kunsten at græde i kor
- Titre français : L'Art de pleurer en chœur
- Réalisation : Peter Schønau Fog
- Scénario : Bo Hr. Hansen, d'après un roman de Erling Jepsen
- Photographie : Harald Paalgard
- Montage : Anne Østerud
- Musique : Karsten Fundal
- Pays d'origine : Danemark
- Langue originale : danois
- Format : couleur
- Genre : tragicomédie
- Durée : 106 minutes
- Dates de sortie :
  - Canada : 9 septembre 2006 (Festival international du film de Toronto)

## Distribution
- Jannik Lorenzen (da) : Allan
- Jesper Asholt : Far
- Julie Kolbeck : Sanne
- Hanne Hedelund : Mor
- Thomas Knuth-Winterfeldt : Asger
- Gitte Siem : Faster Didde
- Rita Angela : Farmor
- Bjarne Henriksen : Neighbor Budde

## Voir également
- Liste des candidatures danoises pour l'Oscar du meilleur film en langue étrangère

## Récompenses et distinctions
- (en) L'Art de pleurer en chœur: Awards, sur l'Internet Movie Database